# Getto & Gastam
Getto & Gastam o alternativamente Getto y Gastam son un dúo de rap/reggaeton conformado por Getto (Raúl Antonio Lozada) de Río Piedras y Gastam (Vicente Gaztambide) de Ponce, Puerto Rico respectivamente. El dúo está firmado con Buddha's Productions y ha estado involucrado en el infame choque con Pina Records.
Getto nació en 1975 en Río Piedras y se mudó a Nueva Jersey cuando tenía apenas 9 años. Allí desarrolló un interés por la música rap y reggae. Ha hecho varias apariciones como invitado en los álbumes Game Over y New Game de Tempo junto con Gastam en otras compilaciones de varios artistas.
Gastam nació en 1978, es de Ponce, Puerto Rico y comenzó a cantar en el coro de su escuela cuando tenía 8 años. De niño mostró interés por la música debido a que su padre era músico. Descubrió el rap por primera vez a los 12 años cuando le presentaron a Vico C y Rubén DJ. En 1994 conoce a Tempo y actúa en el escenario con él. Más tarde, cuando Tempo comenzó a grabar su primer CD, puso a Gastam en contacto con Buddha de Buddha's Productions, quien luego le dio la oportunidad de rapear como invitado en los próximos dos álbumes de Tempo.[cita requerida]

## Discografía
Como dúo
- 2002: Vida Eterna
- 2011: Clásico de la vieja escuela - Mixtape
- 2011: El Family El Mixtape

Gastam
- 2009: El Mono De Raza – Mi Trayectoria
- 2013: Solo el álbum

Getto
- 2010: El verdadero jinete

### Apariciones
Como dúo
- 2001: Buddha´s Family - "Familia de Buda"
- 2004: El Bando Korrupto 2 - "¿Pa' Qué Guerrear?"
- 2004: Majestic II - "La Abusadora"
- 2004: Real - "Vas A Morir" (Ivy Queen con Getto y Gastam)
- 2004: Kilates 2 - "Tendrán Que Retirarse"
- 2004: Clase Aparte - "Débiles Quítense"
- 2004: The Noise 10 - "Tu Piel Me Provoca"
- 2005: El Desquite - "No Respondo"
- 2005: Buddha´s Family 2: Desde la prisión - "No Problemas", "Hoy Voy Por Ti"
- 2005: Reggaeton Nítido - "Nos Conocimos"
- 2006: Non-Stop Reggaeton Hits Vol. 2 - "Olvídate de él"
- 2007: El Mono De Raza - "Quieren Guerrear Conmigo"
- 2007: Los Capo - "Bailando"
- 2008: Chosen Few III: The Movie - "Free Tempo (Remix)" (Featuring Tempo, Barrigton Leavy, MC Ceja, Mexicano 777) (también aparece en el álbum recopilatorio 209 Free Tempo
- 2011: Los Mackiavelikos HD - Morir Perriando" (Yaga & Mackie con Getto & Gastam)
- 2011: El Family The Mixtape - El Que Perdona y Nunca Olvida
- 2011: El Family The Mixtape - Tenemos lo que Hace Falta
- 2014: - No Todo Es
- 2017: - Mañana
- 2018: - Familia es Familia (Tempo con Getto & Gastam)